# Essertenne
 Essertenne  es una población y comuna francesa, en la región de Borgoña, departamento de Saona y Loira, en el distrito de Autun y cantón de Couches.

## Demografía
| 376 | 278 | 283 | 343 | 476 | 480 |
| Para los censos de 1962 a 1999 la población legal corresponde a la población sin duplicidades (Fuente: INSEE [Consultar]) |     |     |     |     |     |